# Bergstraße (Schwerin)

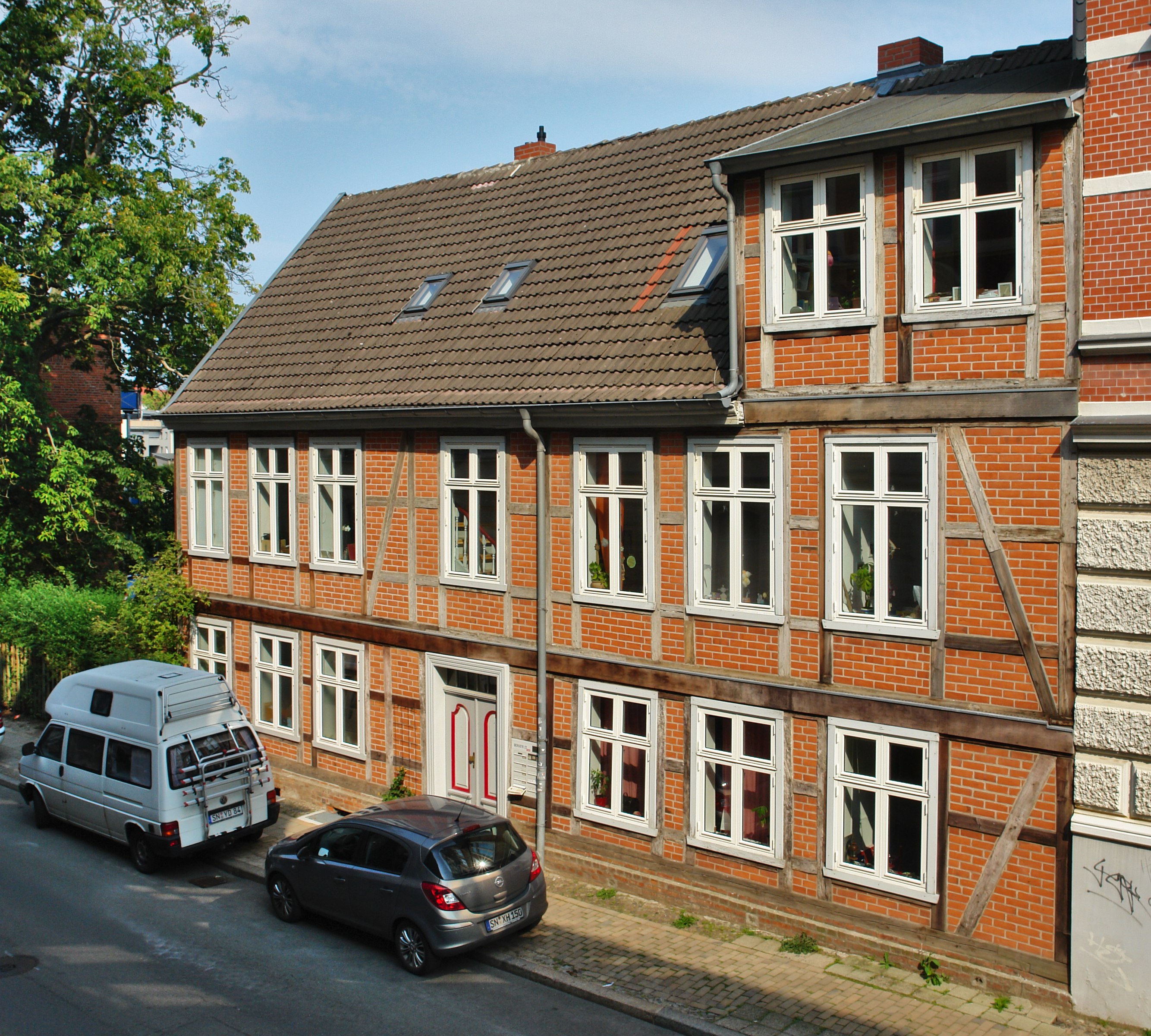
Nr. 22

Die historische Bergstraße befindet sich in Schwerin, Stadtteil Schelfstadt. Die Straße führt in Nord-Süd-Richtung vom Schall-und-Schwencke-Weg und von der Knaudtstraße bis zur Kirchenstraße / Amtstraße / Ziegenmarkt und Münzstraße.

## Nebenstraßen
Die Nebenstraße und Anschlussstraßen wurden benannt als Schall-und-Schwencke-Weg nach der mecklenburgischen Exportbrauerei von Schall & Schwenke von um 1864, Knaudtstraße 1872 nach dem Schweriner Hofrat sowie Juristen und Stadtsyndikus Johann Friedrich Knaudt (1792–1868), Landreiterstraße nach den früheren Landreitern als Gendarmen, Hospitalstraße nach dem früheren Krankenhaus bzw. der Werderklinik, Taubenstraße nach den Vögeln (zuvor Taube Straße, dann Dove Straße für taub im Sinne von Sackgasse), Lehmstraße, Kirchenstraße die zur Schelfkirche führt, Amtstraße nach dem Rathaus (= Amt) der Schelfstadt, Ziegenmarkt (früher Fischmarkt) und Münzstraße ab 1778 nach der früheren Münzpräge in Schwerin vom 18. und 19. Jahrhundert.

## Geschichte

### Name
Die Straße wurde benannt als Bergstraße und früher als Stephansbergstraße, obwohl sie nur ganz leicht steigend verläuft.

### Entwicklung

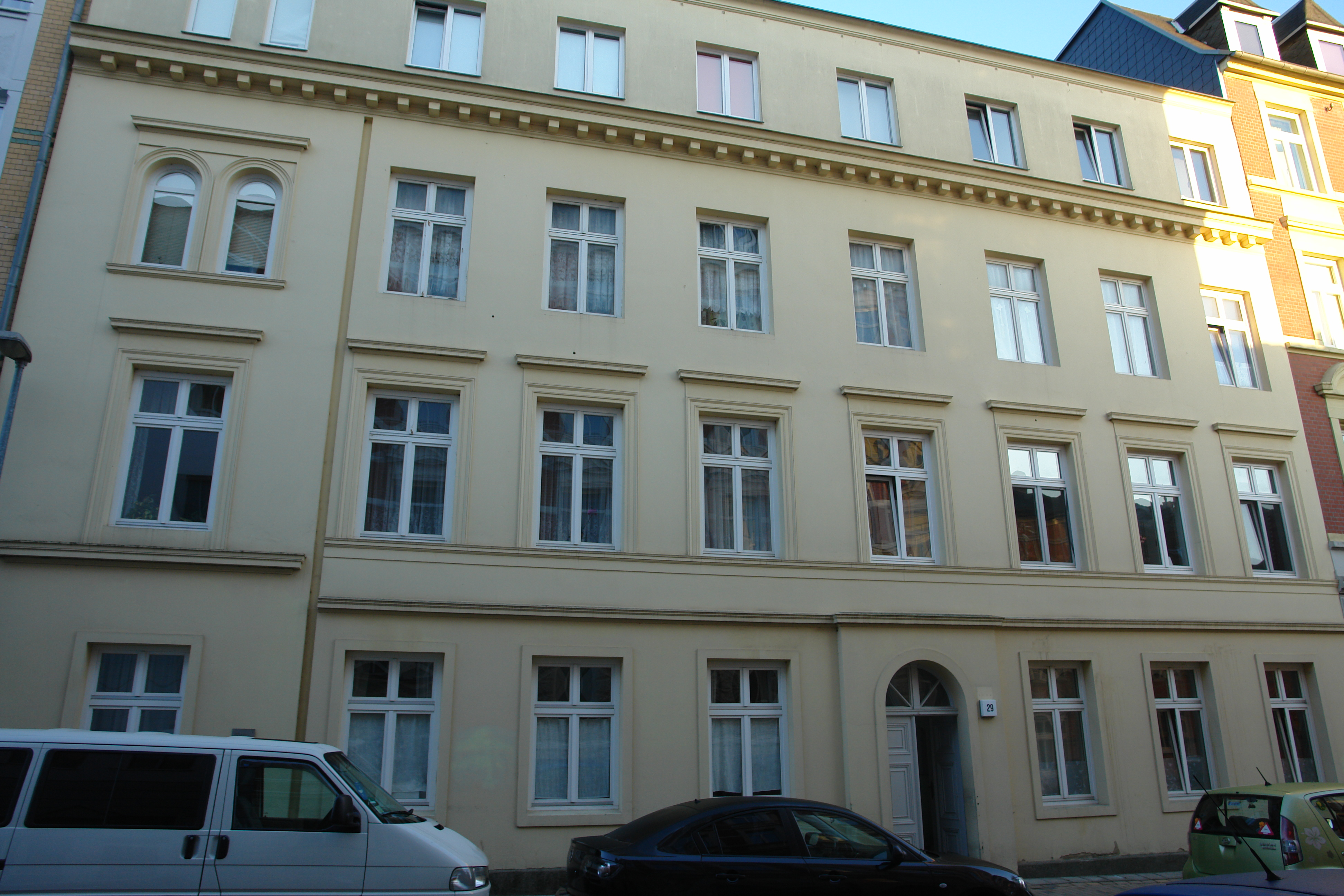
Nr. 29

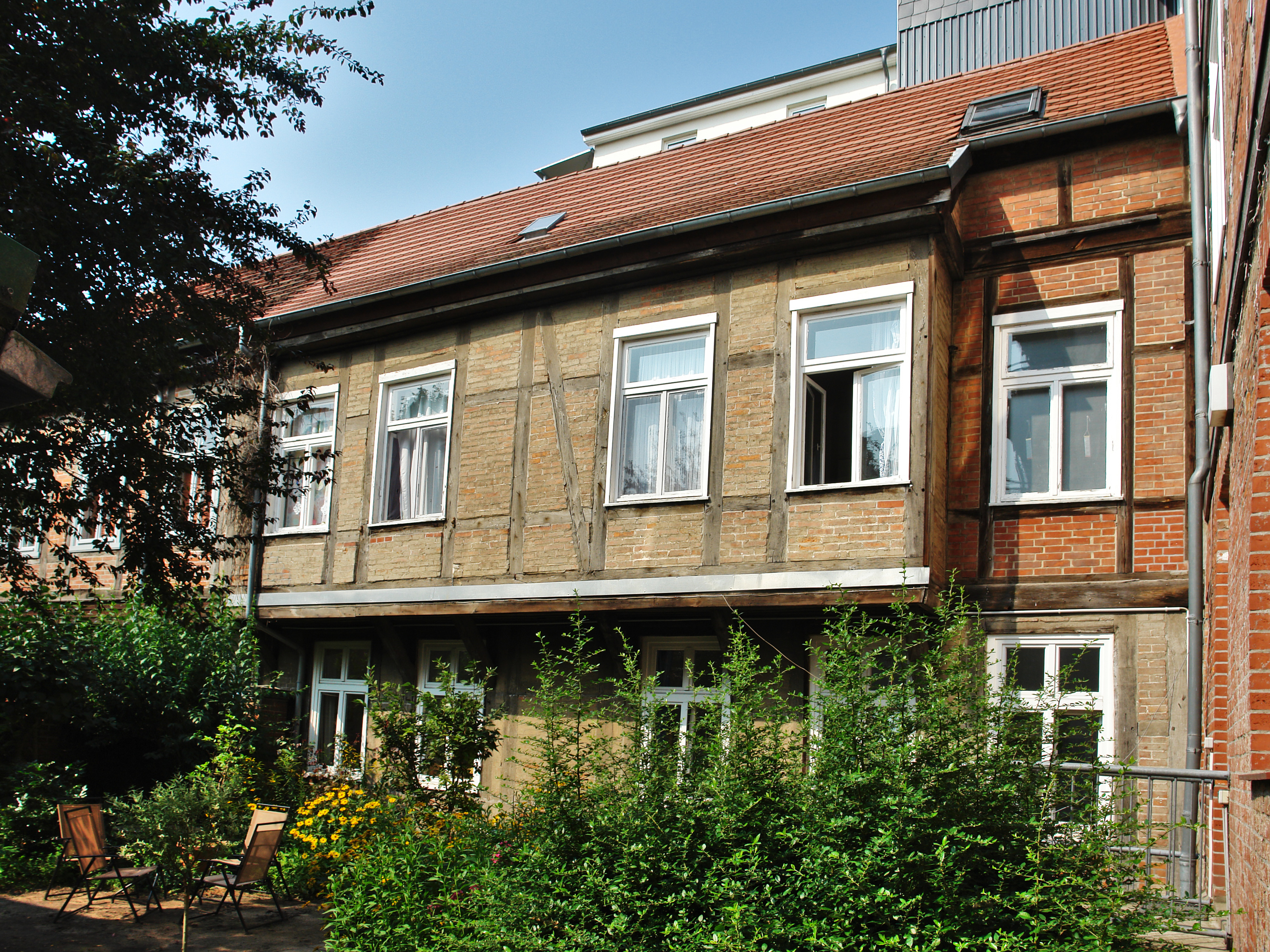
Nr. 29, Innenhof: nördl. Seitenflügel

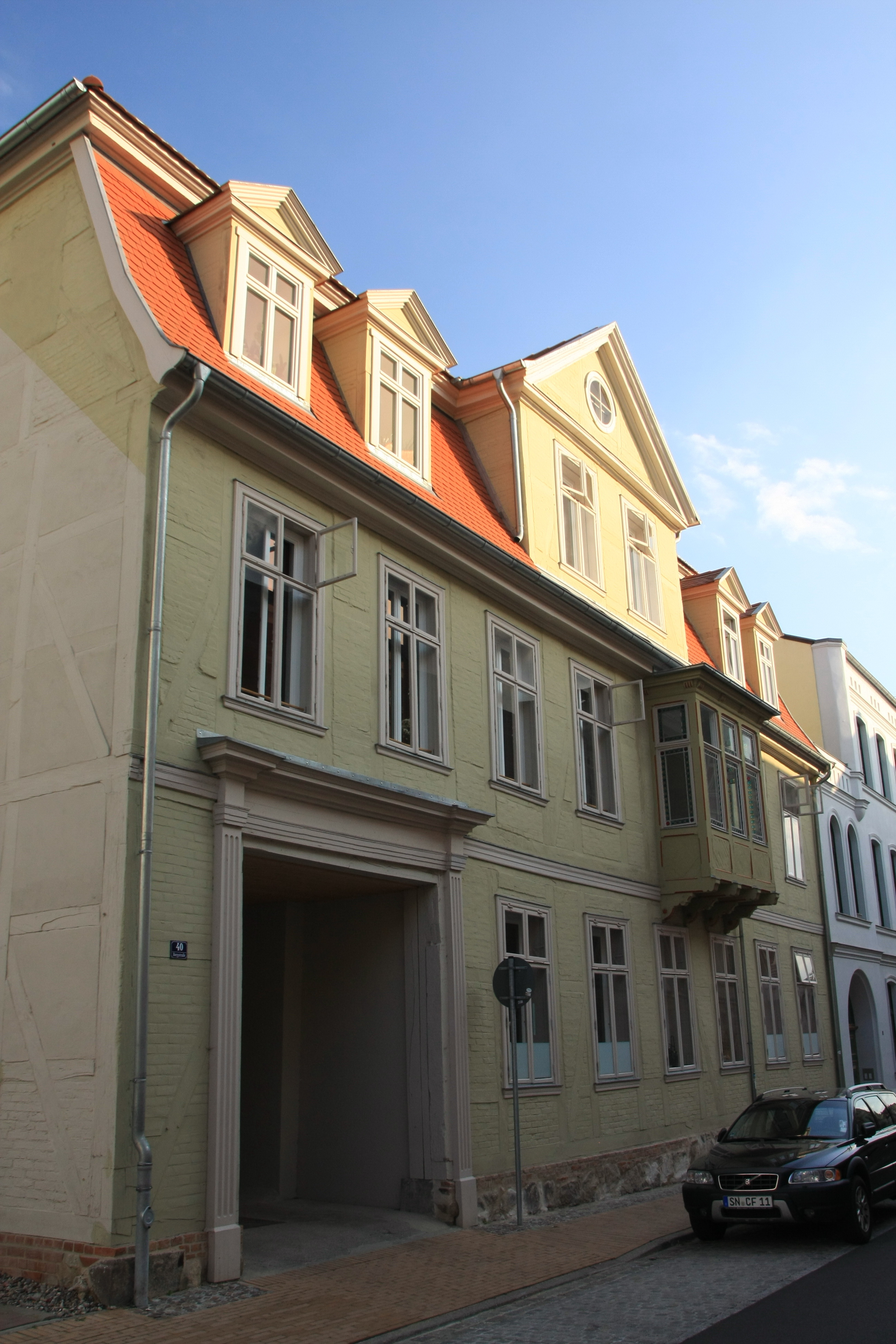
Nr. 40

Die Schelfstadt, ursprünglich die Schelfe, seit 1349 auch Neustadt, entwickelte sich seit dem 11. Jahrhundert als zunächst selbstständiger Ort. 1705 erhielt sie das Stadtrecht. An der ersten Stadtplanung war 1705 maßgeblich der Ingenieur-Capitain Jacob Reutz († 1710) beteiligt und u. a. die begradigte Wegeverbindung Richtung Schelfthor und Altstadt wurde in einer Declaration festgelegt. Ein späteres Baureglement schrieb die Traufständigkeit und die Höhe der Häuser vor.
Die Bergstraße ist eine der alten Straßen der Schelfe, lange Zeit nur mit wenigen Häuschen bebaut. Erst am Ende des 18. Jahrhunderts entstand bis Mitte des 19. Jahrhunderts die planmäßige Bebauung mit ein- und zweigeschossigen Fachwerkhäusern. In und nach der Gründerzeit wurden um 1870 bis 1910 in die Bebauung auch drei- und viergeschossige Häuser eingefügt und ältere Gebäude mussten weichen.
Im Zweiten Weltkrieg gab es nur wenige Verluste an Gebäuden. Die Bauunterhaltung der Häuser wurde aber in den 1950er bis 1990er Jahren stark vernachlässigt; Teilbereichen drohte der flächenmäßige Abriss. Mit der politischen Wende konnte die Erneuerung des Stadtteils eingeleitet werden.
Im Rahmen der Städtebauförderung wurden 1991 große Teile der Schelfstadt Sanierungsgebiet, um 2001 ergänzt durch ein Erweiterungsgebiet; es erfolgte die Sanierung der Straße um nach 2005 mit klinkerbelegten Gehwegen und neuen Straßenleuchten; auch die Häuser konnten erhalten und saniert werden.
Verkehrlich wird die Straße durch die Buslinien 10 und 11 der Nahverkehr Schwerin GmbH (NVS) tangiert bzw. gekreuzt. Von 1908 bis 1969 kreuzte die Straßenbahnlinie 2 (Werderstraße – Marienplatz) auf der Lehm- und Taubenstraße die Bergstraße.

## Gebäude, Anlagen (Auswahl)

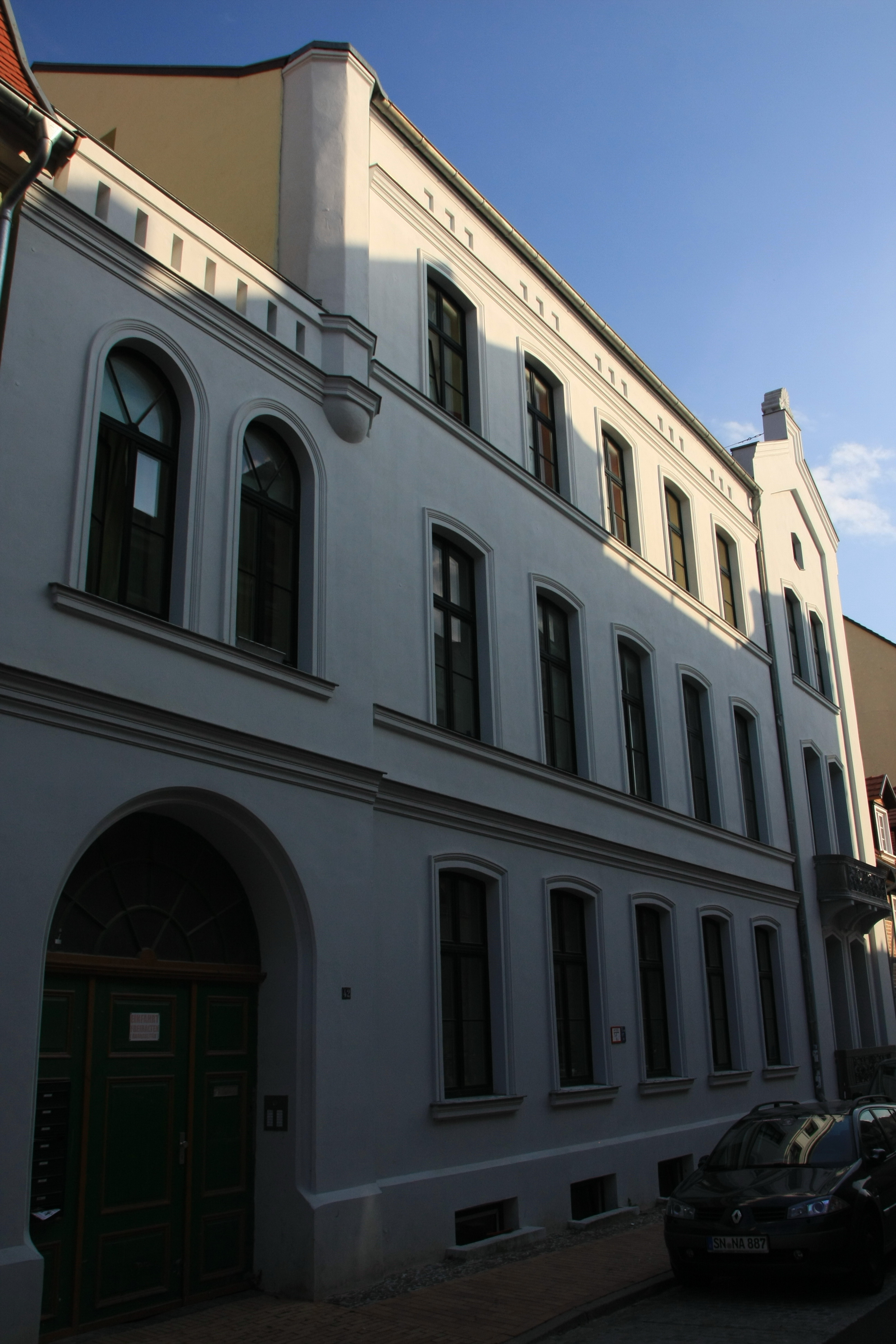
Nr. 42

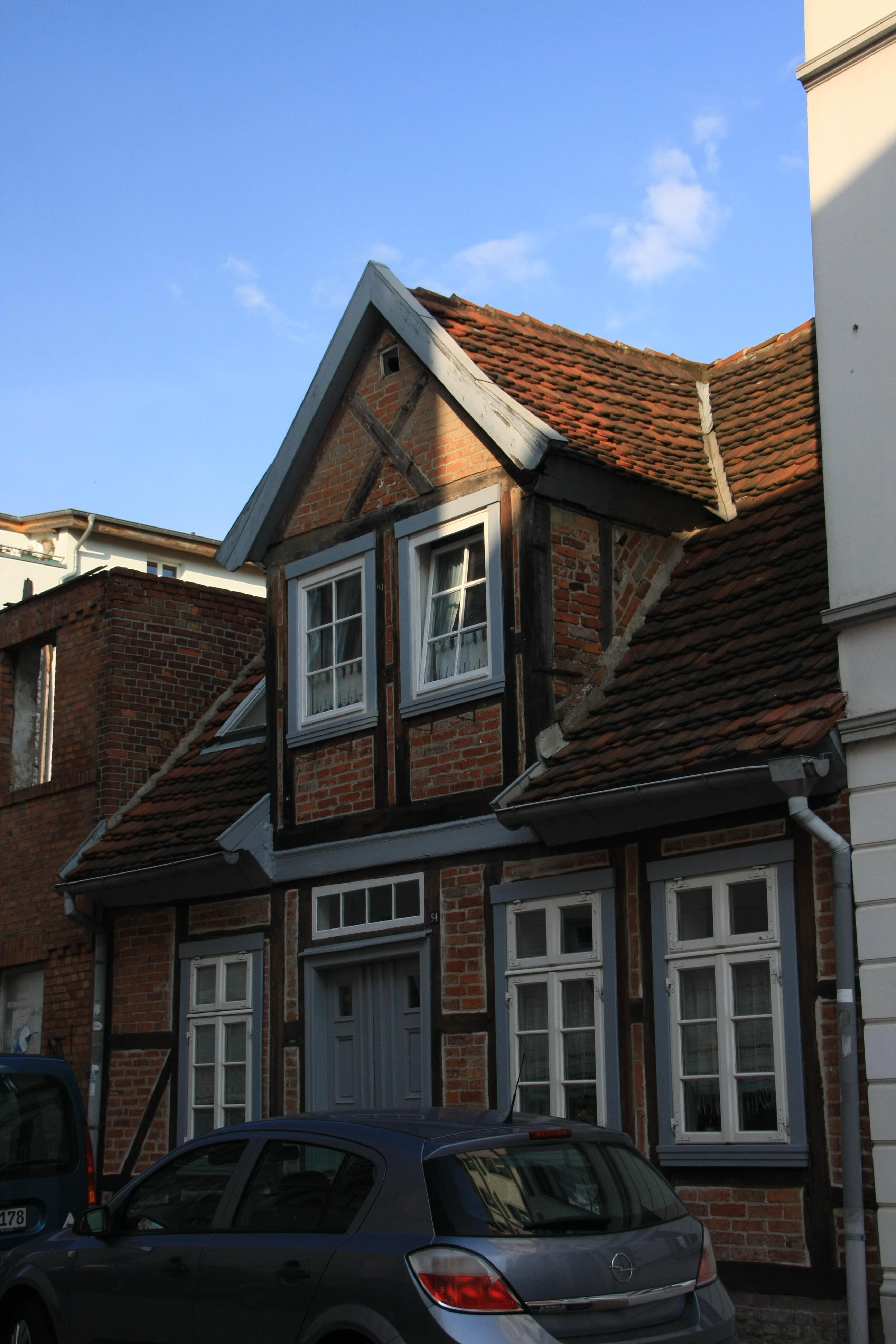
Nr. 54

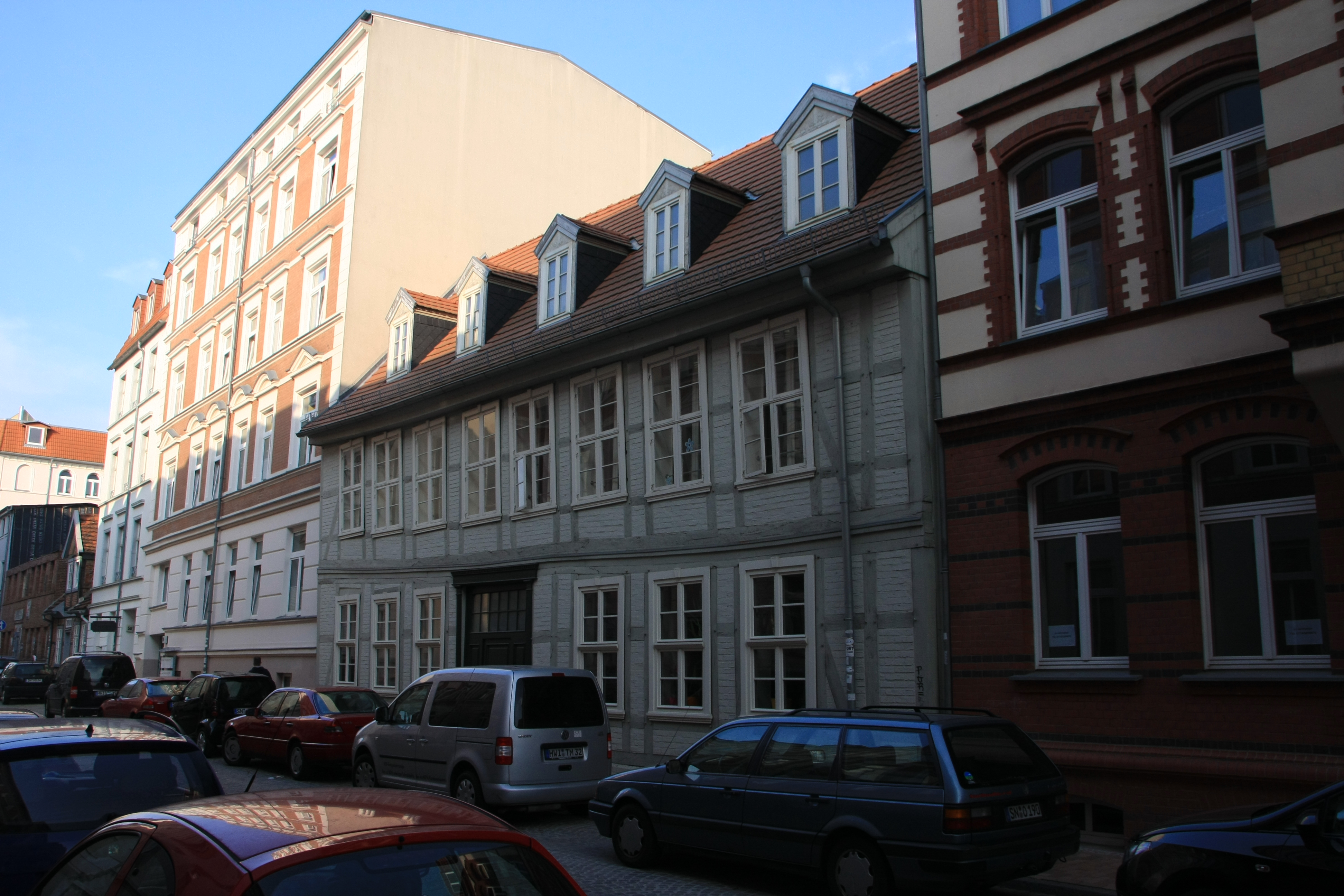
Nr. 60

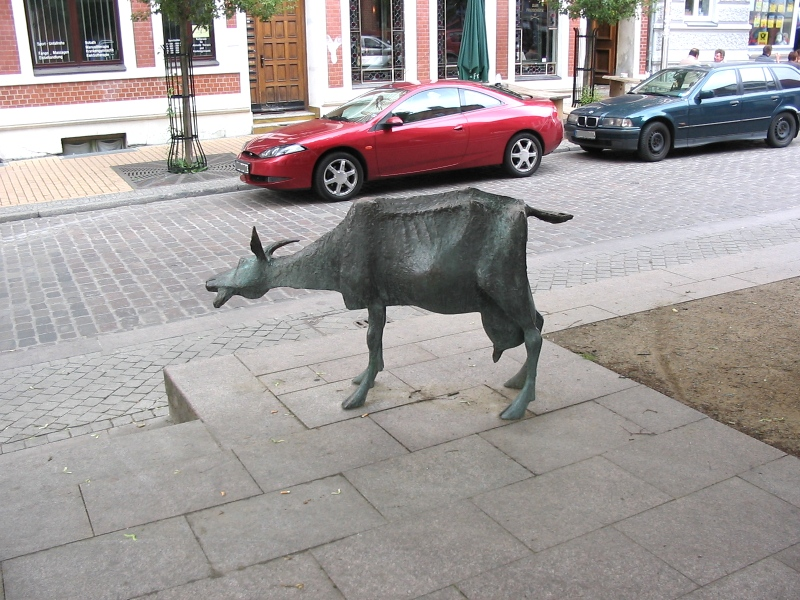
Ziegenmarkt

An der Straße stehen zumeist zwei- bis viergeschossige Gebäude. Die mit (D) gekennzeichneten Häuser stehen unter Denkmalschutz.
- Knaudtstraße Nr. 18, Ecke Bergstraße: 3-gesch. verklinkertes Wohnhaus im Stil der Gründerzeit
- Nr. 14: 4-gesch. Wohn- und Geschäftshaus mit zwei seitlichen Giebelrisaliten
- Nr. 15: 4-gesch. verklinkertes Wohnhaus
- Nr. 20: 1-gesch. verputztes Wohn- und Bürohaus von 1760 (D) als Fachwerkgebäude für den Kammerherrn von Bülow, 1788 Herzogliches Armenhaus und 1796 ergänzt um ein Werkhaus als u. a. Lehranstalt im Woll- und Flachsspinnen, ab 1820 Werkhaus als Tuchfabrick Mantius, 1848 Wohnhausumbau mit Zwerchhaus für Baron von Stenglin; um 1991/94 saniert
  - 1-gesch. Flügel als Fachwerkbau, heute Büro der Alten Brauerei GmbH
- Nr. 21: 2-gesch. verputztes Wohnhaus mit Praxis und Hofflügel (D), ab 1874 war hier die erste Kinderkrippe von Schwerin
- Nr. 22: 2-gesch. verklinkertes Wohn- und Bürohaus (D) als Fachwerkbau sowie Hofhaus
- Nr. 23–25: Zwei 4-gesch. verklinkerte Wohnhäuser
- Nr. 29, Ecke Landreiterstraße Nr. 3a: 4-gesch. straßenseitig verputztes klassizistisches Wohnhaus mit Flügelanbau (D), früher Dominialkrankenhaus das zur Werderstraße umzog, 1842 Umbau zur Militärbildungsanstalt (bis 1868) nach Plänen von Georg Adolf Demmler, später aufgestockt
- Nr. 30, Ecke Hospitalstraße: 1-gesch. Wohnhaus (D), Fachwerkbau mit Zwerchhaus, saniert um 2000
- Nr. 32: 2- und 3-gesch. verputztes Wohn- und Geschäftshaus (D), Fachwerkbau
- Nr. 39: 1-gesch. Wohnhaus mit Büro (D) als Fachwerkgebäude mit markantem Zwerchhaus
- Nr. 40: 2-gesch. verputztes Wohnhaus mit Büros (D); mit Walmdach und Dachhaus, saniert um 2000
- Nr. 42: 3-gesch. verputztes Wohnhaus von um 1900(D); Jugendstilfassade sowie Seitenrisalit und Tordurchfahrt, heute mit Werbebüro
- Nr. 44: 2-gesch. Wohnhaus als Fachwerkbau mit Dachhaus
- Nr. 45: 3-gesch. Wohnhaus mit Büros (D)
- Nr. 46: 4-gesch. verklinkertes Wohnhaus mit prägenden Mittelerker
- Nr. 47 bis 53 und 65: Fünf 4-gesch. verklinkerte Wohnhäuser im Gründerzeitstil
- Nr. 48: 4-gesch. verputztes gelbes Wohnhaus mit Durchgang, um nach 2000 saniert
- Nr. 50: 3-gesch. Wohnhaus, nach 2000 saniert
- Nr. 54: 1-gesch. Wohnhaus (D), Fachwerkgebäude mit Zwerchhaus
- Nr. 55: 2-gesch. verputztes Wohn- und Geschäftshaus (D) mit Fledermausgauben
- Nr. 57: 2-gesch. Wohnhaus (D) als Fachwerkgebäude mit Dachhaus
- Nr. 60: 2-gesch. Wohnhaus (D), Fachwerkhaus mit Durchfahrt
- Nr. 62+64: 3-gesch. verputzte Wohnhäuser mit betonten Fensterumrandungen
- Nr. 69 bis 73: Drei 3-gesch. verklinkerte Wohnhäuser im Gründerzeitstil
- Nr. 75: 4-gesch. verputztes Wohnhaus mit mittlerem 5-gesch. Giebelelement sowie Erker mit Giebel

### Denkmale, Gedenken
- Ziege aus Bronze auf dem Ziegenmarkt, 1981 von Stefan Thomas
- Stolpersteine Schwerin bei Gebäude
  - Nr. 22: Für Gerhard Borgwardt (1910–1941 ermordet)